# Palmiro Luigi Pastorelli
Palmiro Luigi Pastorelli (Castello sopra Lecco, 14 dicembre 1898 – Saronno, 26 settembre 1978) è stato un calciatore italiano, di ruolo attaccante.

## Carriera
Ha disputato le prime due stagioni del dopoguerra nell'Enotria Goliardo di Milano.
Successivamente militò per tre stagioni nel Pavia, dal 1921 al 1924, esordendo il 9 ottobre 1921 nella partita Pavia-Esperia Como (1-0).
Poi giocò con i G.C. Vigevanesi e in Divisione Nazionale con il Milan.